# DRAGON FIRE
〈DRAGON FIRE〉(드래곤 파이어)는 일본의 음악 그룹 AAA의 네 번째 싱글이다. 2005년 12월 7일에 에이벡스 트랙스에서 발매됐다. 

## 개요
- 첫 단독 원맨 라이브 《내일은 FridayParty!!》(明日はFridayParty!!)에서 보였다. 라이브 영상은 《ATTACK》의 CD+DVD반에 수록되어있다.
- 악곡 내에서는 탐탐을 사용하고 있다. 또 라이브 등에서는 이토 치아키가 실제로 치는 게 많다.

## 수록내용

### CD+DVD
CD
1. DRAGON FIRE
  - 작사 · 작곡 · 편곡: 시미즈 아키오

《아이치테루!》(TBS) 2005년 12월 ~ 2006년 1월 닫는 곡.
2. DRAGON FIRE (Instrumental)

DVD
1. DRAGON FIRE (Music Clip)

### CD ONLY
1. DRAGON FIRE
2. DRAGON FIRE (Instrumental)